# Nellie McClung
Nellie Letitia McClung nata Helen Letitia Mooney (Chatsworth (Ontario), 20 ottobre 1873 – Victoria (Canada), 1º settembre 1951) è stata una politica, scrittrice e attivista canadese femminista. Ha fatto parte dei movimenti di riforma sociale e morale prevalenti in Canada occidentale agli inizi del 1900. Nel 1927, McClung e altre quattro donne: Henrietta Muir Edwards, Emily Murphy, Louise McKinney e Irene Parlby, che insieme sono conosciute come "The Famous Five" (o anche "The Valiant Five") hanno lanciato il "Persons Case", sostenendo che le donne potrebbero essere "persone qualificate" idonee a sedere al Senato. La Corte suprema del Canada ha stabilito che l'attuale legge non riconosceva le donne in quanto tali. Tuttavia, il caso è stato vinto facendo appello al Comitato giudiziario del Privy British Council - il tribunale di ultima istanza per il Canada in quel momento.

## Biografia

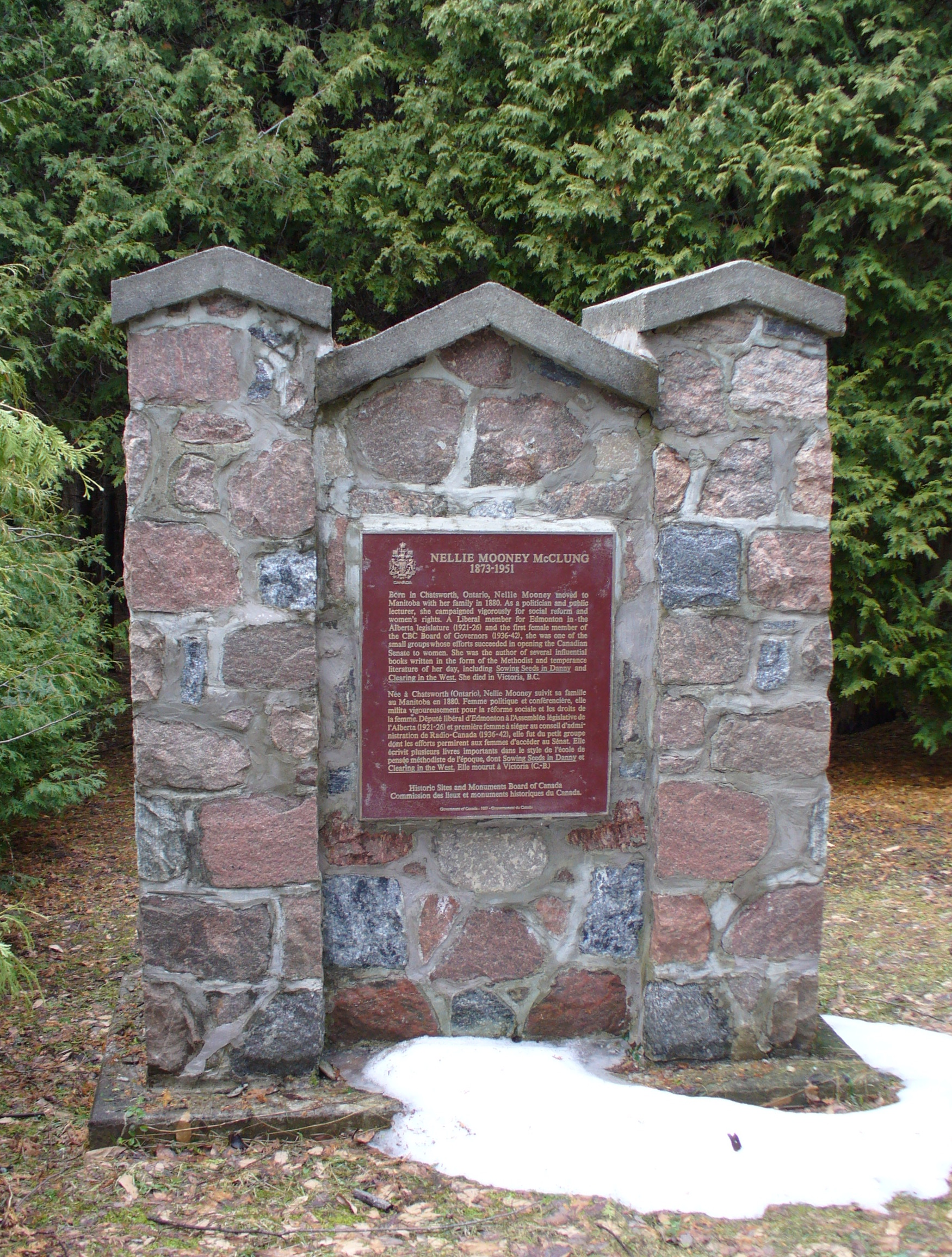
Placca storica in onore di McClung, situata a sud di Chatsworth, Ontario

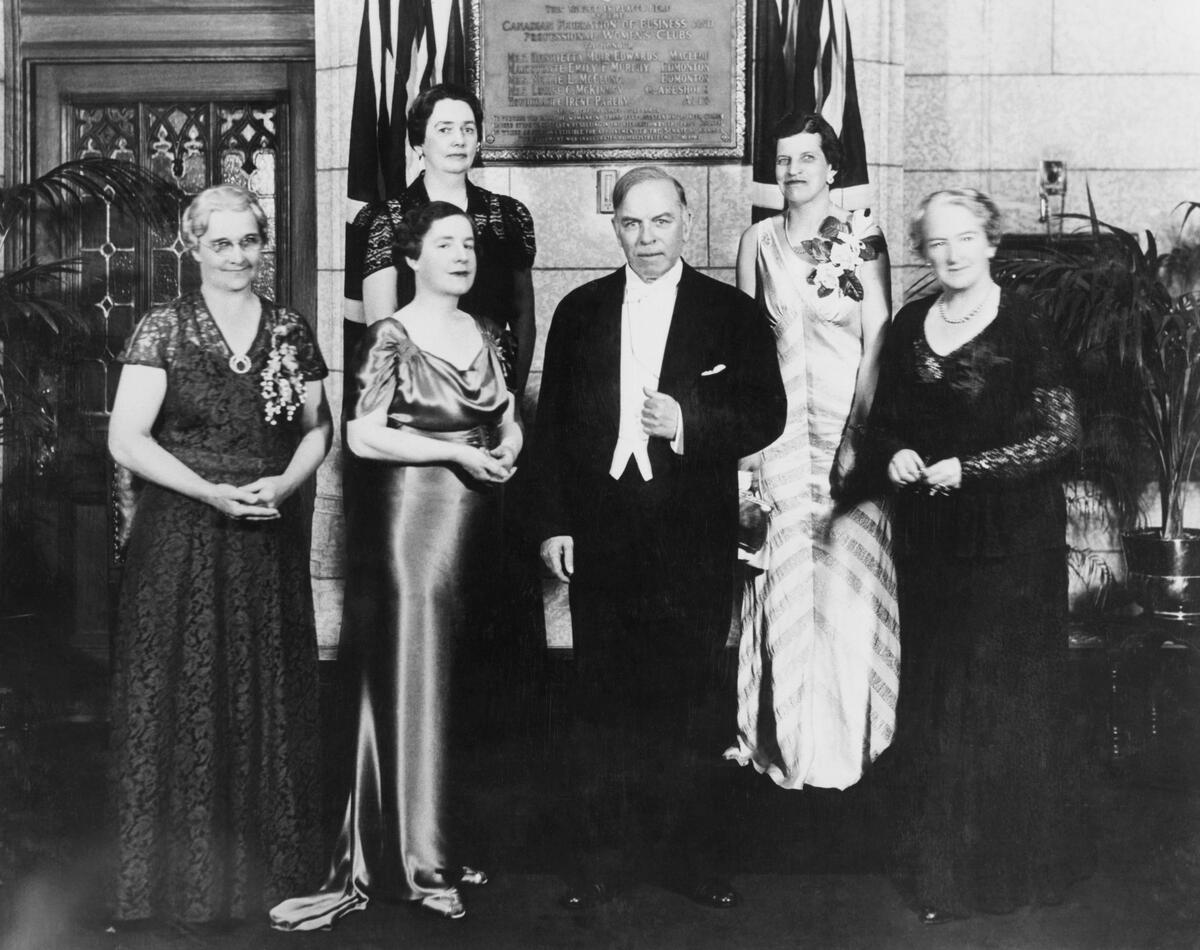
On. WL Mackenzie King ha svelato la placca delle Valiant Five nel Persons Case

Nellie McClung Mooney è nata a Chatsworth, Ontario nel 1873, figlia minore di John Mooney, un contadino immigrato irlandese e metodista e di Letitia McCurdy, sua moglie di origini scozzesi. Fallita la fattoria del padre, la famiglia si è trasferita a Manitoba nel 1880, in una fattoria nella valle Souris. Ha ricevuto sei anni di istruzione formale, ma non ha imparato a leggere fino a quando non ha compiuto dieci anni. Tra il 1904 e il 1915, Nellie McClung, il marito Wesley, un farmacista, e i loro cinque figli risiedevano a Winnipeg dove, dal 1911 fino al 1915, McClung ha combattuto per il suffragio femminile. In entrambe le elezioni provinciali del 1914 e 1915 in Manitoba, ha fatto una campagna per il partito liberale sulla questione del voto per le donne. Ha contribuito a organizzare la "Lega politica di uguaglianza femminile" (Women's Political Equality League), un gruppo dedicato al suffragio femminile. Speaker pubblica nota per il suo senso dell'umorismo, ha giocato un ruolo di primo piano nella campagna liberale di successo nel 1914. Ha anche recitato il ruolo del premier conservatore del Manitoba, Rodmond Roblin in un finto "Parlamento della donna" in scena a Winnipeg nel 1914 sotto gli auspici del Canadian Women's Press Club. Lo spettacolo teatrale è stato progettato per esporre l'assurdità degli argomenti di coloro che si opponevano al suffragio femminile, facendo finta di discutere se il diritto di voto dovrebbe essere concessa agli uomini. Nellie e i suoi colleghi hanno celebrato la sconfitta del governo Roblin nel mese di agosto 1915, ma nel momento nel quale il Manitoba era diventata la prima provincia del Canada a concedere il voto alle donne il 28 gennaio 1916 sotto il nuovo governo liberale, lei si era già trasferita a Edmonton, Alberta. In Edmonton, ha continuato la sua carriera come oratrice, autrice e riformatrice. Nel 1921, Nellie McClung è stata eletta all'Assemblea legislativa dell'Alberta come liberale. Si è poi trasferita a Calgary nel 1923 dedicandosi alla scrittura. Aveva già scritto il suo primo romanzo, "Sowing Seeds in Danny" pubblicato nel 1908. Best seller nazionale, il libro è stato seguito da racconti e articoli che McClung ha scritto per diverse riviste canadesi e statunitensi.
La casa di McClung a Calgary, sua residenza dal 1923 fino alla metà degli anni 1930, esiste ancora ed è stata dichiarato sito del patrimonio nazionale. Altri due case in cui ha vissuto sono stati riallocate presso il Museo Archibald nei pressi di La Rivière, nel comune rurale di Pembina, dove sono stati restaurati. Nel 2017 le due case sono state spostate a Manitou in Manitoba. Le case sono aperte al pubblico. La residenza della famiglia McClung a Winnipeg è anche essa un sito storico. Le sue grandi cause erano il suffragio femminile e il movimento della temperanza. Aveva capito che la prima guerra mondiale aveva giocato un ruolo importante nella aumentare l'appeal del suffragio femminile. La carenza di manodopera in questo periodo richiedeva un'occupazione femminile diffusa, rendendo l'immagine del donna protetta non applicabile alle circostanze canadesi. È stato in gran parte attraverso i suoi sforzi che nel 1916 Manitoba è diventata la prima provincia a dare il diritto di voto alle donne e a correre per una carica pubblica. Dopo essersi trasferita a Edmonton, ha continuato la campagna per il suffragio femminile. Ha sostenuto la cura dentale e medica per i bambini della scuola, i diritti di proprietà per le donne sposate, le indennità di madri, la legislazione sulla sicurezza in fabbrica e molte altre riforme. McClung è stata una sostenitrice della filosofia sociale popolare a quei tempi, l'eugenetica e della campagna per la sterilizzazione delle persone considerate "sempliciotti". La sua promozione dei benefici della sterilizzazione ha contribuito al passaggio della legislazione eugenetica in Alberta. Mentre sosteneva le leggi sul divorzio equo di cui era un sostenitrice di lunga data, una volta chiese: "Perché sono le matite dotati di gomme, se non per correggere gli errori?".
Nellie McClung è stata attiva in molte organizzazioni. Ha fondato il Winnipeg Political Equality League, il Federated Women's Institutes of Canada - "il più grande movimento di educazione degli adulti in Canada" e Women's Institute of Edmonton, di cui è stata la prima presidente. È stata attiva nei Associazione degli Autori canadesi, i Press Club delle donne canadesi, la Chiesa Metodista del Canada, il Club letterario delle donne di Calgary e altri.
È stata membro liberale della Assemblea legislativa dell'Alberta dal 1921-1926, in opposizione al governo del United Farmers of Alberta. La sua possibilità di insistere per i diritti delle donne è stata limitata perché le donne non sono state prese sul serio.
Ha fatto parte delle Famous Five (chiamate anche The Valiant Five), insieme a Irene Parlby, Henrietta Muir Edwards, Emily Murphy e Louise McKinney. Il gruppo delle cinque, nel 1927, ha presentato una petizione per chiarire il termine "persone" nella sezione 24 del British North America Act del 1867, sezione di cui si era servito per escludere le donne dalle cariche politiche. La petizione ha avuto successo, aprendo la strada alle donne per entrare in politica nel Canada.
Nelliw McClung era la nonna del giudice di Alberta John McClung.

### Eredità
Nel 1954, Nellie McClung è stata nominata persona di importanza storica nazionale da parte del governo del Canada. Una targa commemorativa si trova sul lato ovest della Highway 6, 1 km a sud della Highway 40, a Chatsworth, in Ontario. Inoltre, il "Persons Case" è stato riconosciuto come un evento storico nel 1997.
Nel mese di ottobre 2009, il Senato del Canada ha votato per citare Nellie McClung e il resto del primo delle Famous five come "senatrici onorarie"
.

## Opere

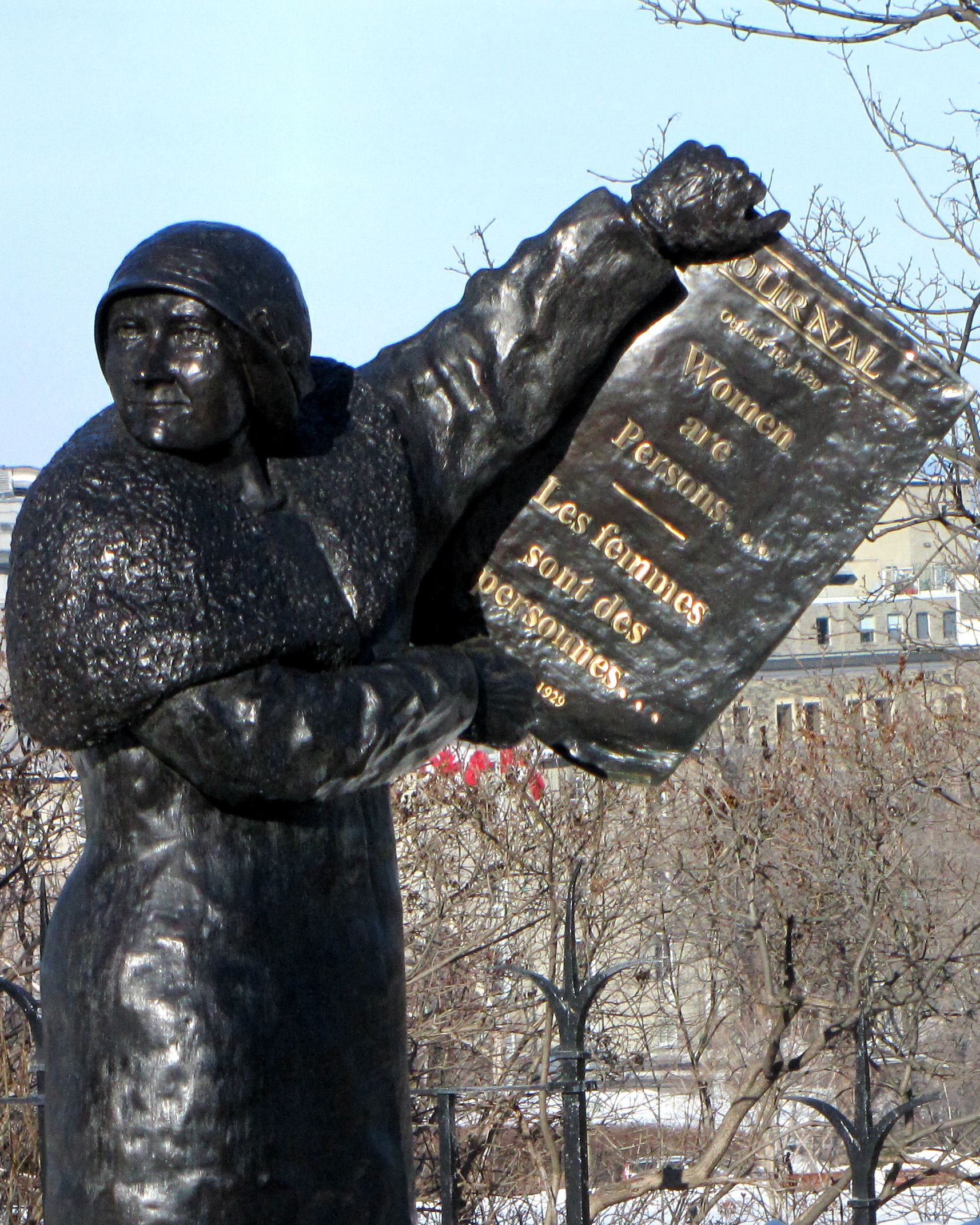
Statua delle Famous Five, Parliament Hill, Ottawa

### Narrativa
- (EN) Nellie L. McClung, Sowing Seeds in Danny, Grosset & Dunlap, 1908,  p. 313.
- (EN) Nellie L. McClung, The Second Chance, Doubleday, 1910,  p. 369.
- (EN) Nellie L. McClung, The Black Creek Stopping-house: And Other Stories, W. Briggs, 1911,  p. 244.
- (EN) Nellie L. McClung, Purple Springs, Houghton Mifflin, 1922,  p. 335.
- (EN) Nellie L. McClung, All we like sheep: and other stories, T. Allen, 1926,  p. 261.
- (EN) Nellie L. McClung, Painted Fires, Wilfrid Laurier Univ. Press, 2014,  p. 265, ISBN 978-1-55458-993-7.
- (EN) Connie Brummel Crook, Nellie L., Stoddart Kids, 1994,  p. 232, ISBN 978-0-7736-7422-6.
- (EN) When Christmas crossed "The Peace", su eco.canadiana.ca. URL consultato il 13 ottobre 2017.
- (EN) Painted Fires, Ryerson Press, 1925. URL consultato il 13 ottobre 2017.
- (EN) Be Good to Yourself. A Book of Short Stories, Thomas Allen, 1930. URL consultato il 13 ottobre 2017.
- (EN) Flowers for the Living. A Book of Short Stories, Thomas Allen, 1931. URL consultato il 13 ottobre 2017.

### Altro
- In Times Like These by Nellie L. McClung.
- The Next of Kin.
- A. Bardin, Du sauvetage des naufragés en Belgique, Daveluy, 1869,  p. 63.
- McClung, Nellie Letitia, Clearing in the West. My Own Story, Daveluy, 1935,  p. 182.
- McClung, Nellie Letitia, Leaves from Lantern Lane, Thomas Allen, 1936,  p. 70.
- Nellie McClung, Before they call, United Church of Canada, 1937,  p. 38.
- McClung, Nellie Letitia, More Leaves from Lantern Lane, Thomas Allen, 1937,  p. 70.
- McClung, Nellie Letitia, The Stream Runs Fast, Thomas Allen Limited, 1945,  p. 148.